# جزایر کروزت

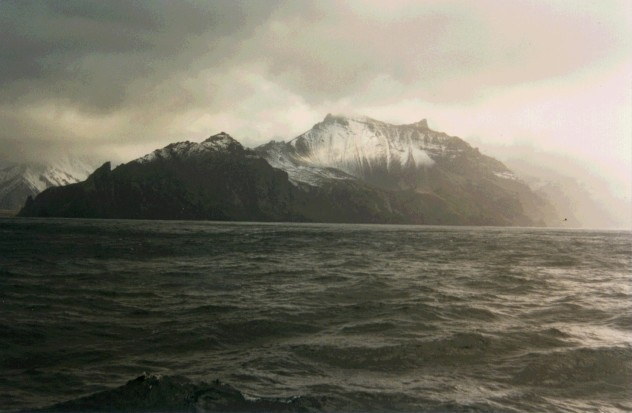
یکی از جزایر مجمع الجزایر کروزت

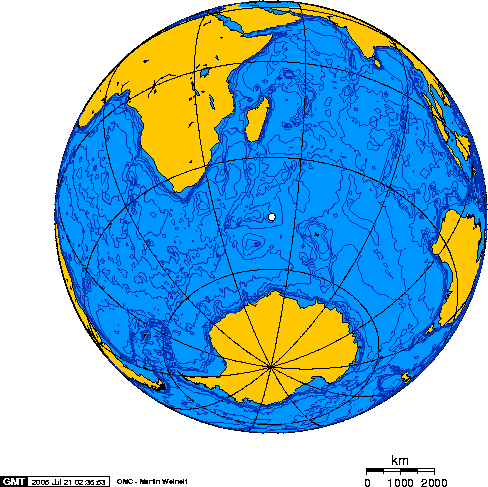
موقعیت جزایر کروزت

جزایر کروزت (به فرانسوی: Îles Crozet یا با نام رسمی Archipel Crozet)، مجمع‌الجزایر زیرجنوبگانی هستند که از شش جزیره کوچک تشکیل شده‌است و در جنوب اقیانوس هند واقع شده‌است. این مجمع‌الجزایر، یکی از ینج منطقه اداری و اجرایی سرزمین‌های جنوبی و جنوبگانی فرانسه را تشکیل می‌دهد.
شش جزیره تشکیل‌دهنده مجمع‌الجزایر کروزت (جدا از جزایر بسیار کوچک صخره‌ای و مرجانی) عبارتند از:
| شماره ردیف                           | نام جزیره (به همراه نام فرانسوی)         | مساحت                            | حداکثر ارتفاع                             | موقعیت                                              |
| ------------------------------------ | ---------------------------------------- | -------------------------------- | ----------------------------------------- | --------------------------------------------------- |
| گروه غربی (به فرانسوی: L'Occidental) |                                          |                                  |                                           |                                                     |
| ۱                                    | جزیره خوک‌ها (Île aux Cochons)            | ۶۷ کیلومتر مربع (۲۶ مایل مربع)   | قله ریچارد فوی، ۷۷۰ متر (۲٬۵۲۶ فوت)       | ۴۶°۰۶′ جنوبی ۵۰°۱۴′ شرقی / ۴۶٫۱۰۰°جنوبی ۵۰٫۲۳۳°شرقی |
| ۲                                    | جزیره پنگوئن‌ها (Île des Pingouins)       | ۳ کیلومتر مربع (۱٫۲ مایل مربع)   | کوهستان مانچو ۳۴۰ متر (۱٬۱۱۵ فوت)         | ۴۶°۲۵′ جنوبی ۵۰°۲۴′ شرقی / ۴۶٫۴۱۷°جنوبی ۵۰٫۴۰۰°شرقی |
| ۳                                    | جزیره کوچک روحانی ('''Îlots des Apôtres) | ۲ کیلومتر مربع (۰٫۸ مایل مربع)   | قله پیر، ۲۸۹ متر (۹۴۸ فوت)                | ۴۵°۵۷′ جنوبی ۵۰°۲۵′ شرقی / ۴۵٫۹۵۰°جنوبی ۵۰٫۴۱۷°شرقی |
| گروه شرقی (به فرانسوی: L'Oriental)   |                                          |                                  |                                           |                                                     |
| ۴                                    | جزیره تصرف‌شده (Île de la Possession)     | ۱۵۰ کیلومتر مربع (۵۸ مایل مربع)  | قله ماسکارین، ۹۳۴ متر (۳٬۰۶۴ فوت)         | ۴۶°۲۴′ جنوبی ۵۱°۴۶′ شرقی / ۴۶٫۴۰۰°جنوبی ۵۱٫۷۶۷°شرقی |
| ۵                                    | جزیره شرقی (Île de l'Est)                | ۱۳۰ کیلومتر مربع (۵۰ مایل مربع)  | کوه ماریون فرانسوی، ۱٬۰۹۰ متر (۳٬۵۷۶ فوت) | ۴۶°۲۵′ جنوبی ۵۲°۱۲′ شرقی / ۴۶٫۴۱۷°جنوبی ۵۲٫۲۰۰°شرقی |
| ۶                                    | جزایر کروزت (Îles Crozet)                | ۳۵۲ کیلومتر مربع (۱۳۶ مایل مربع) | کوه ماریون فرانسوی، ۱٬۰۹۰ متر (۳٬۵۷۶ فوت) | ۴۵°۵۷′ جنوبی ۴۶°۲۹′ شرقی / ۴۵٫۹۵۰°جنوبی ۴۶٫۴۸۳°شرقی |

## نگارخانه

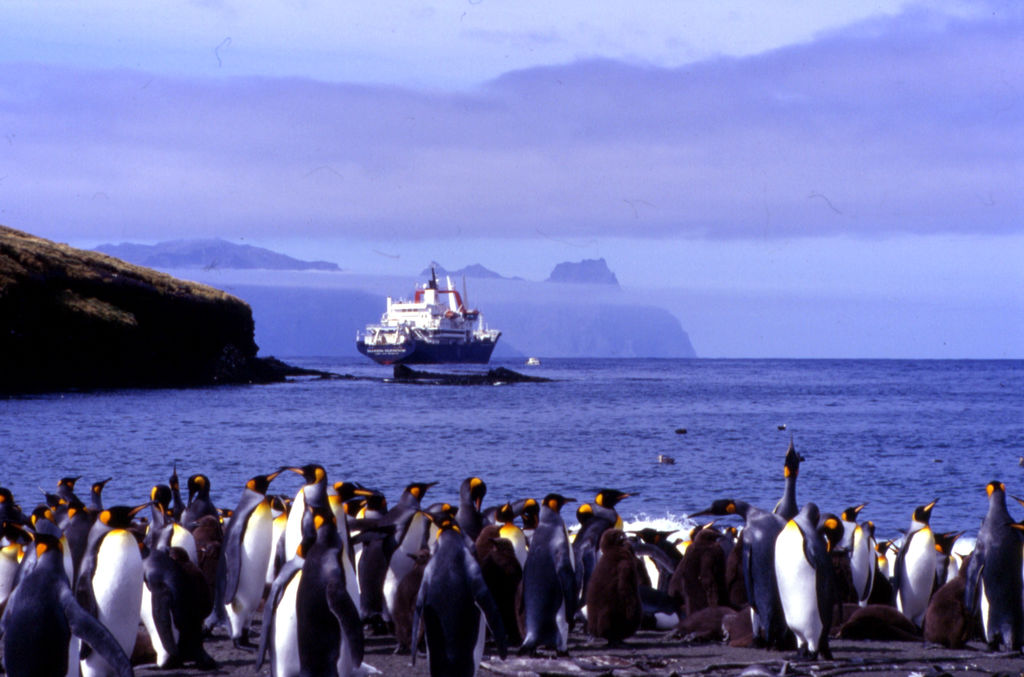
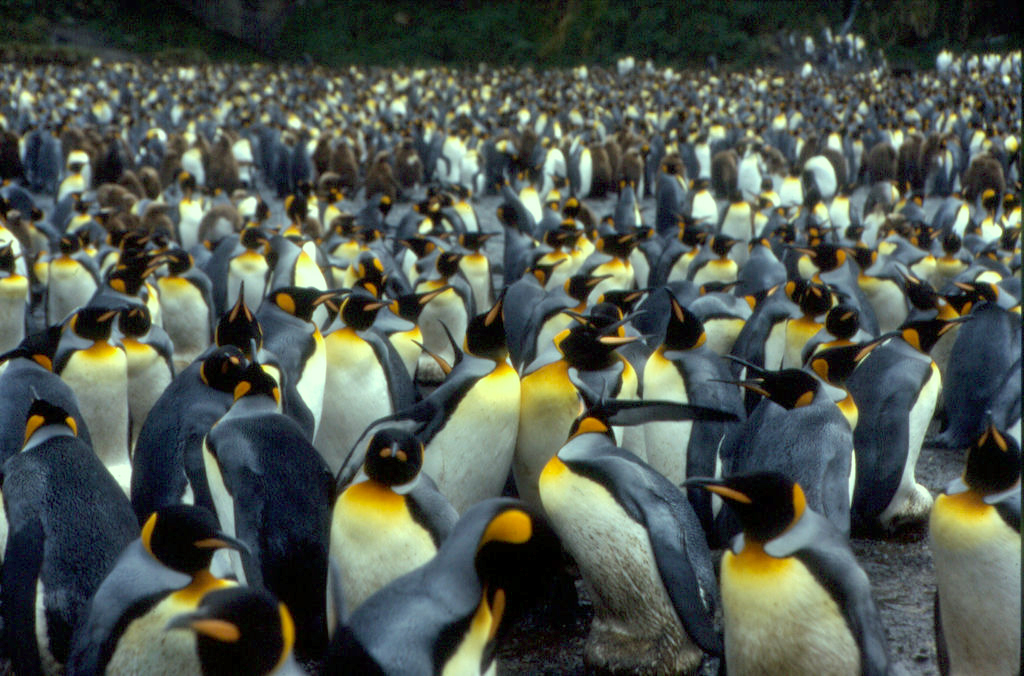
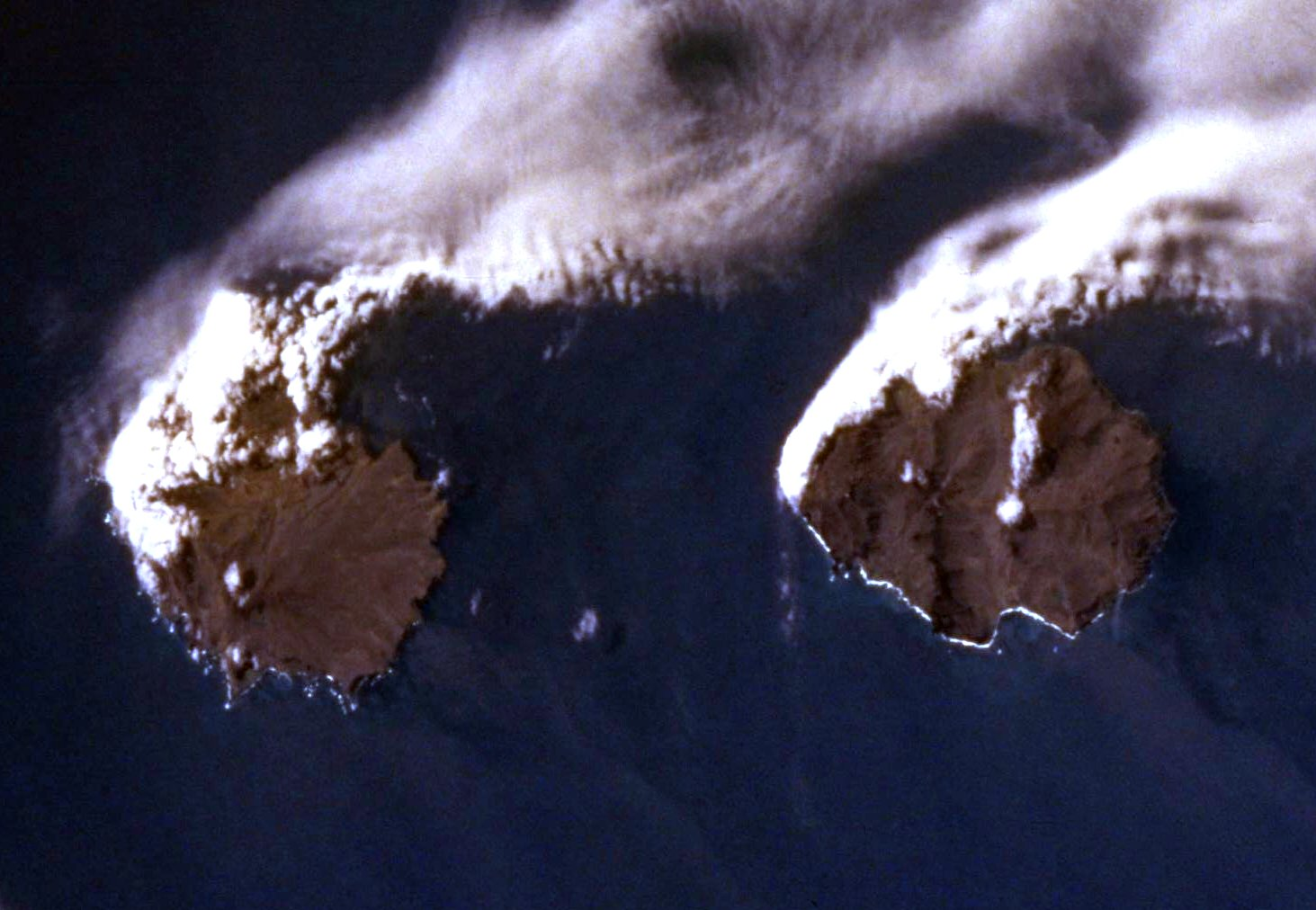